# Budovicium (planetka)
2524 Budovicium je planetka o průměru 32 km patřící do hlavního pásu asteroidů, kterou 28. srpna 1981 objevila Zdeňka Vávrová z hvězdárny na vrcholu hory Kleť v Jihočeském kraji. 

## Název a jméno
Prozatímně byla v roce 1981 označena jako Q1 QB1. Následně byla pojmenována Budovicium na počest města České Budějovice podle jeho latinského jména.